# Gentleman (canção de Psy)
Gentleman é uma canção do artista sul-coreano Psy, que mescla em seus sons música eletrônica e hip hop. Teve seu videoclipe filmado entre janeiro e março de 2013. A canção estreou em um concerto ao vivo no Estádio Sang-am de Seul, que foi ao ar no YouTube em 13 de abril de 2013.

## Estilo
A canção se encontra num termo médio entre K-pop e electro-pop e usa uma batida semelhante a de "Gangnam Style".

## Letra
A letra é uma sátira sobre um homem cruel e mesquinho, mas que chamou a si mesmo de um "gentleman" (cavalheiro). A canção emprega mais termos em inglês e mons em coreano, em uma aparente tentativa de atrair ainda mais a atenção de um público global. Quando a canção foi feita, o jornal britânico The Independent informou que "um trailer havia sido postado por link no Twitter de PSY e incluiu um ritmo baque com palavras repetidas "sou mãe, pai, ou filho da puta cavalheiro" (sic), segundo o foco da interpretação de PSY.

## Coreografia
Poucos dias antes do lançamento do título da canção, Psy se declarou sobre a coreografia do single e disse: "Eu não posso dizer nada sobre a dança, mas todos os coreanos sabem". Essa é, em sua grande parte, inspirada pela canção "Abracadabra", do grupo coreano Brown Eyed Girls.

## Desempenho nas paradas

### Gráficos semanais
| Parada (2013)                                     | Melhor posição |
| ------------------------------------------------- | -------------- |
| Austrália (ARIA)                                  | 15             |
| Áustria (Ö3 Austria Top 75)                       | 7              |
| Bélgica (Ultratop 50 de Flandres)                 | 20             |
| Bélgica (Ultratop 50 da Valônia)                  | 11             |
| Canadá (Canadian Hot 100)                         | 9              |
| República Checa (Rádio Top 100)                   | 32             |
| Dinamarca (Hitlisten)                             | 21             |
| Finlândia (Suomen virallinen lista)               | 2              |
| França (SNEP)                                     | 11             |
| O campo songid é OBRIGATÓRIO PARA PARADA ALEMÃ    | 13             |
| Islândia (Tónlist)                                | 15             |
| Irlanda (IRMA)                                    | 13             |
| Israel (Media Forest)                             | 9              |
| Japão (Billboard Japan Hot 100)                   | 51             |
| Luxemburgo (Billboard Digital Songs)              | 1              |
| México (Monitor Latino)                           | 11             |
| Países Baixos (Single Top 100)                    | 8              |
| Nova Zelândia (Recorded Music NZ)                 | 10             |
| Escócia (Scottish Singles Chart)                  | 8              |
| ERRO: DEVE FORNECER ano PARA TABELA eslovaca      | 64             |
| Espanha (PROMUSICAE)                              | 7              |
| Coreia do Sul (Gaon Digital Singles)              | 1              |
| Coreia do Sul (Billboard K-Pop Hot 100)           | 1              |
| Suécia (Sverigetopplistan)                        | 52             |
| Suíça (Schweizer Hitparade)                       | 3              |
| Reino Unido (UK Singles Chart)                    | 10             |
| Estados Unidos (Billboard Hot 100)                | 5              |
| Estados Unidos (Billboard Hot Rap Songs)          | 3              |
| Estados Unidos (Billboard Dance/Electronic Songs) | 1              |

## Histórico de lançamento
| Região        | Gravadora            | Data                | Formato          |
| ------------- | -------------------- | ------------------- | ---------------- |
| Coreia do Sul | YG                   | 12 de abril de 2013 | Download digital |
| Mundo         | School Boy, Republic | 12 de abril de 2013 | Download digital |